# ایسامو آکاساکی
ایسامو آکاساکی (انگلیسی: Isamu Akasaki؛ (زادهٔ ۳۰ ژانویهٔ ۱۹۲۹ – درگذشتهٔ ۱ آوریل ۲۰۲۱) یک دانشمند اهل ژاپن بود.
به همراه هیروشی آمانو و شوجی ناکامورا برای ابداع دیودهای کارآمد منتشرکننده نور آبی (ال‌ای‌دی) که امکان منابع نور سفید بصرفه را فراهم کردند به‌طور مشترک برنده جایزه نوبل فیزیک (۲۰۱۴) شده‌است.